# Auckland Prison

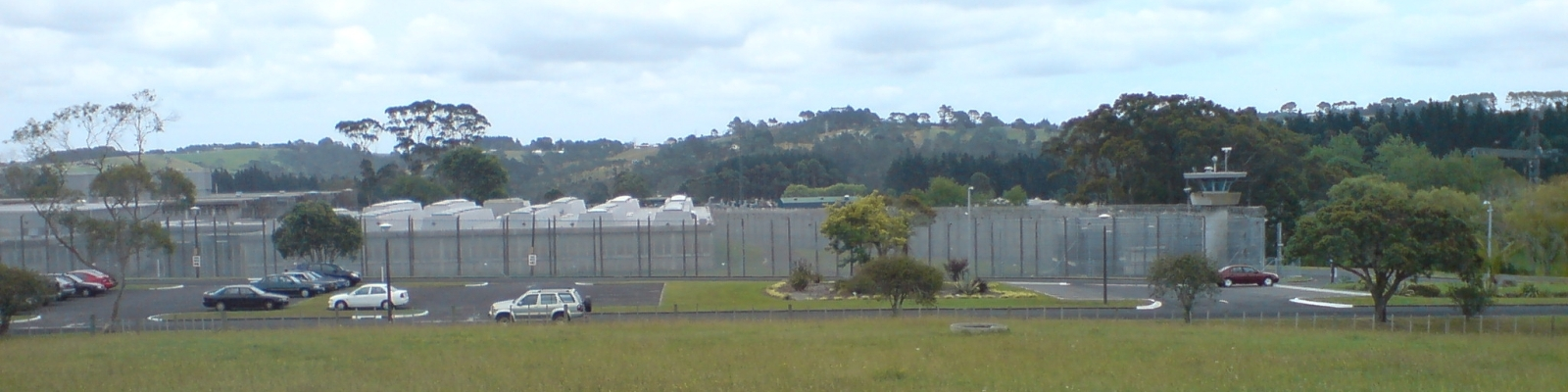
Hochsicherheitstrakt des Auckland Prison.

Das Auckland Prison, auch als Paremoremo bekannt, ist ein Gefängnis in Auckland auf der Nordinsel von Neuseeland.

## Geographie
Das Auckland Prison befindet sich rund 15 km nordwestlich des Stadtzentrums von Auckland und zählt zu dem Stadtteil Albany der ehemaligen Stadt North Shore City, heute North Shore Ward. Die Anlage besitzt eine Ausdehnung von 600 m × 700 m und liegt in der Siedlung Paremoremo.

## Beschreibung
Das Gefängnis, das 1968 errichtet wurde, besteht aus einer Sektion der mittlerer Sicherheitsstufe und einem der Kategorie Hochsicherheit. Die zwei Gefängnisse sind räumlich getrennt, liegen aber nahe beieinander. Sie werden vom Department of Corrections betrieben. Das Hochsicherheitsgefängnis ist das einzige seiner Art in Neuseeland.
Zusätzlich zum Hochsicherheitsgefängnis für 645 Gefangene wurde 1981 die Abteilung Auckland West gebaut, um eine Entlastung für andere, überbelegte Gefängnisse, wie das Mount Eden Prison, zu bringen. Hinzu kommen Te Mahinga, eine Abteilung zur Entlassungsvorbereitung mit geringer Sicherheitsstufe und Te Piriti, eine Spezialabteilung mit 60 Plätzen für wegen Kindesmissbrauch Inhaftierte, die hier auch therapiert werden.
Wie in allen neuseeländischen Gefängnissen ist Überbelegung ein dauerndes Problem, so dass 2005 Gefangene über Nacht in Zellen der Polizei und Gerichte verwahrt und zum Duschen nach Paramoreomo gefahren wurden, in anderen Gefängnissen wurden gar außerhalb des Gefängnisses geparkte LKW als Zellen verwendet.
In dem Hochsicherheitstrakt hat der (früher) als D-Block bezeichnete Teil eine Reputation für besonders harte Haftbedingungen, auf einen Gefangenen entfallen hier etwa 3 Bedienstete.

## Sicherheit
Die Sicherheit wurde in den Jahrzehnten stark ausgebaut. Der Gefängniskaplan David Connor bemerkte, dass bei seiner Ankunft in Paremoremo 1984 nur ein Kettenzaun um den Block mittlerer Sicherheit gezogen war, wohingegen es 2006 einen Zaun mit Stacheldraht, einen Stahlzaun, Stolperdrähte, die einen Alarm auslösen, sowie einen weiteren Stacheldrahtzaun gab.
Im März 1998 entdeckten die Häftlinge Graeme Burton, Arthur Taylor, Darren Crowley und Matthew Thompson ein beschädigtes Plexiglasfenster im Duschtrakt, das direkt auf den Gefängnishof führte. Mit eingeschmuggeltem Werkzeug schafften sie es in wochenlanger Arbeit für einen Gefängnisausbruch, das Plexiglasfenster und die Fenstergitter vollständig zu entfernen, wobei sie die sichtbaren Schnittstellen mit einem farblich passenden Seifengemisch bedeckten. Mit Hilfe eines Komplizen von außen gelang ihnen am 18. Juni die Flucht. Die elftägige Fahndung die zur Wiederergreifung führte, kostete den Staat umgerechnet fast 400.000 Euro.
Die Gefangenen werden nach Besuchen einer Leibesvisitation unterzogen, es gibt Urintests auf Drogen, und Zellen und Post werden mit Hunden auf Drogen untersucht. Alle Telefonanrufe werden aufgezeichnet. Trotzdem sind Drogen ein Problem im Gefängnissystem. 13 % der zufällig ausgewählten Gefangenen wurden 2007 positiv auf Drogen getestet.
Die Wachen trugen mit Stand 2006 keine Schusswaffen und hatten auch keinen Zugang zu nichttödlichen Waffen wie Pfefferspray oder Tasern. Gefängnisbedienstete haben mehrfach darauf hingewiesen, dass sie im Fall eines ernsthaften Zwischenfalles wenig andere Optionen haben, als die Polizei zu rufen und dass gewalttätige Insassen in Paremoremo und dem neuseeländischen Gefängnissystem allgemein zunehmend zum Problem werden.
Nach einem ernsthaften Angriff von Insassen auf einen Wächter im Jahre 2007 beschwerte sich ein anonymer Bediensteter beim New Zealand Herald, dass die Sicherheitsmaßnahmen unzureichend seien. Er nannte das Gefängnis eher ein „Feriencamp“ für Gefangene, insbesondere für jene, die als besonders gefährlich erachtet wurden. Die Gefängnisleitung beugte sich den meisten ihrer Forderungen, um den Frieden zu bewahren.
Andererseits wurden 2004 fünf Gefangenen je 130.000 NZ$ für illegale Behandlung im Gefängnis Auckland zugesprochen, worauf das Neuseeländische Parlament den The Prisoners and Victims Claims Act verabschiedete, in dem diese Ansprüche auf Extremfälle beschränkt und Opfer vorrangig Entschädigungen erhalten.

## In Neuseeland bekannte Gefangene
- Graeme Burton, 26 Jahre wegen Mord
- William Dwane Bell, 30 Jahre wegen Mord
- Joseph Thompson, 30 Jahre für Serienvergewaltigung